# Oitmelaid
Oitmelaid ist eine unbewohnte Insel, 190 Meter von der größten estnischen Insel Saaremaa entfernt. Die Insel liegt in der Landgemeinde Saaremaa im Kreis Saare. Sie liegt in der Bucht Kiudu lõpp im Kahtla-Kübassaare hoiuala.
Oitmelaid ist 80 Meter lang und 20 Meter breit.